# São Francisco de Assis (Cabo Verde)
São Francisco de Assis es una freguesia caboverdiana del municipio de Tarrafal de São Nicolau.

## Geografía
La freguesia abarca parte de la isla de São Nicolau.

## Organización territorial
La freguesia contaba en 2021 con 5261 habitantes distribuidos en las entidades de población de:

### Ciudad
- Tarrafal de São Nicolau

### Villa
- Praia Branca

### Localidades
- Cabeçalinho
- Fragata
- Hortelã
- Palhal
- Ribeira Prata